# Jacob Sørensen (fodboldspiller)
Jacob "Taz" Sørensen (født 12. februar 1983) er en tidligere dansk fodboldspiller.

## Karriere
Sørensen startede sin seniorkarriere hos AAB i toppen af Superligaen. Han fik sin debut for AAB i april 2001 og spillede i alt 95 ligakampe og scorede fem mål frem til oktober 2005 . I 2006 blev Sørensen lejet ud til SønderjyskE. Han spillede 13 ligakampe for klubben, men kunne ikke forhindre, at SønderjyskE rykkede ud af Superligaen ved slutningen af sæsonen.
I sommeren 2006 skrev Sørensen 3 ½-årig kontrakt med Odd Grenland fra den norske Tippeliga. Odd Grenland rykkede ned i 2008, men Sørensen blev og hjalp klubben til at rykke op igen samme år. I december 2009, efter at have sluttet som nr. 4 i Norge med Odd Grenland, skiftede Sørensen til ligarivalerne fra FK Haugesund, hvor han spillede sammen med danske Allan Olesen.
I august 2011 skrev Sørensen under på en toårig kontrakt med Vejle Boldklub, hvor han siden har været fast mand på holdet . Han spillede fra 2011 til 2013 på Vejle-Kolding. I 2013 forlængede parterne samarbejdet, så det nu løber frem til sommeren 2016 .

## International karriere
Sørensen fik debut på det danske U17-landshold i marts 2000 og spillede to kampe for holdet ved U17 EM i 2000. Sidenhen har han spillet 20 kampe og scoret 3 mål for Danmarks U19- og U20-landshold. Han fik debut for Danmarks U21-landshold i September 2004 og spillede 3 kampe for Danmark ved U21 EM I 2006. I alt har Jacob Taz Sørensen spillet 19 kampe for Danmarks U21-landshold .